# 中共中央党校理论研究室
中共中央党校理论研究室，又称中共中央党校研究室、中共中央党校理论部，是一个曾经设立的科研部门，隶属于中共中央党校，是中华人民共和国与中国共产党智囊机构之一。

## 概述
1978年4月上旬，正在中共中央党校学习的《光明日报》新任总编辑杨西光建议南京大学哲学系教师胡福明将他写的《实践是检验一切真理的标准》一文加以修改，并邀请正在写同一主题的文章的中共中央党校理论研究室的孙长江共同参加研讨修改，最后文章定名为《实践是检验真理的唯一标准》。这篇文章，经当时任中共中央党校常务副校长的胡耀邦审阅定稿后，于5月10日刊登在中央党校的内部刊物、中共中央党校理论部的《理论动态》。5月11日，又以特约评论员的名义在《光明日报》发表。
1981年，经国家计委和教育部同意，中央党校招收首批学位研究生，并在中央党校理论部基础上成立中央党校研究生院。通过全国统一招生考试录取的首批28名硕士研究生，按国家统一标准，以导师制方式进行培养。1983年，中央党校面向全国开始单独招收硕士研究生，当年招生122名。
负责党校系统学员和教师思想理论信息的研究和利用工作，协助专项调研及重要文章的撰写，承担校委重要文稿的起草工作，承办校外宣传的组织工作，编写《党校年鉴》，主办《思想理论内参》（直接送中央领导阅读）。历任主任有周锡荣、吴江、沈宝祥、白占群等。

## 文章
- 1978年5月，《实践是检验真理的唯一标准》，改变“两个凡是”政策
- 2010年3月25日，《思想理论内参》上，莫龙，韦宇红著，《适当调整计划生育政策势在必行》，提议撤销一孩政策[10]